# EHF-Pokal 2008/09
Am EHF-Pokal 2008/09 nahmen insgesamt 51 Handball-Vereinsmannschaften teil, die sich in der vorangegangenen Saison in ihren Heimatländern für den Wettbewerb qualifizieren konnten. Es war die 28. Austragung des EHF-Pokals. Die Pokalspiele begannen am 6. September 2008, das Rückrundenfinale fand am 17. Mai 2009 statt. Sieger des EHF-Pokals in diesem Jahr wurde der deutsche Verein VfL Gummersbach. Titelverteidiger des EHF-Pokals aus dem Vorjahr war der deutsche Verein HSG Nordhorn.

## Qualifikation

### Runde 1
Die Spiele fanden am 6./13. September und am 13./14. September 2008 statt.
|                        | Gesamt  |                 | Hinspiel | Rückspiel |
| ---------------------- | ------- | --------------- | -------- | --------- |
| HV KRAS/Volendam       | 78 : 55 | SHK DIU Schumen | 37 : 29  | 41 : 26   |
| HC Lovcen Cetinje      | 67 : 54 | HC Neistin      | 35 : 21  | 32 : 33   |
| Maccabi Rischon LeZion | 20* : 0 | HK Tiflis       | 10* : 0  | 10 1 : 0  |

### Runde 2
Die Spiele fanden am 11./12./18. Oktober und am 12./17./18./19. Oktober 2008 statt.
|                       | Gesamt  |                         | Hinspiel          | Rückspiel         |
| --------------------- | ------- | ----------------------- | ----------------- | ----------------- |
| Cyprus Collage        | 50 : 57 | Aon Fivers Margareten   | 26 : 27 (12 : 14) | 24 : 30 (15 : 10) |
| Omni SV Hellas        | 45 : 65 | Fram Reykjavík          | 23 : 32 (8 : 17)  | 22 : 33 (12 : 14) |
| HB Dudelange          | 51 : 54 | Milli Piyango SK Ankara | 28 : 27 (17 : 18) | 23 : 27 (10 : 12) |
| KV Sasja HC           | 43 : 55 | Maccabi Rischon LeZion  | 20 : 22 (10 : 8)  | 23 : 33 (12 : 16) |
| HC Berane             | 58 : 63 | OS Belenenses Lissabon  | 36 : 32 (15 : 14) | 22 : 31 (13 : 14) |
| SKA Minsk             | 51 : 57 | HK Meschkow Brest       | 23 : 25 (10 : 12) | 28 : 32 (11 : 13) |
| HB Kilkis             | 34 : 62 | HK Lazarevac            | 23 : 33 (13 : 14) | 11 : 29 (7 : 16)  |
| HRK Izvidac Ljubuški  | 52 : 55 | ASK Riga                | 23 : 31 (13 : 14) | 29 : 24 (11 : 10) |
| Izmir Büyüksehir      | 55 : 65 | Elverum HB              | 28 : 30 (14 : 14) | 27 : 35 (11 : 17) |
| IK Sävehof            | 59 : 62 | PM Conversano           | 36 : 30 (16 : 15) | 23 : 32 (12 : 14) |
| HV KRAS Volendam      | 49 : 55 | Põlva Serviti           | 27 : 26 (9 : 11)  | 22 : 29 (12 : 13) |
| HC Lokomotive Warna   | 47 : 45 | PM Casarano             | 24 : 27 (11 : 13) | 23 : 18 (11 : 11) |
| HK Portowyk Juschne   | 64 : 45 | Intercollege Nikosia    | 38 : 22 (18 : 14) | 26 : 23 (11 : 11) |
| HC Lovcen Cetinje     | 51 : 50 | Benfica Lissabon        | 28 : 26 (13 : 9)  | 23 : 24 (10 : 13) |
| Hapoel Rischon LeZion | 55 : 61 | HC Kehra Tallinn        | 31 : 31 (16 : 20) | 24 : 30 (14 : 15) |
| RK Našice             | 69 : 54 | KH Prishtina            | 34 : 24 (17 : 12) | 35 : 30 (15 : 14) |

## Hauptrunde

### Runde 3
Die Spiele fanden am 15./16./21./22. November und am 19./22./23. November 2008 statt.
|                          | Gesamt    |                         | Hinspiel          | Rückspiel         |
| ------------------------ | --------- | ----------------------- | ----------------- | ----------------- |
| DKSE-Airport Debrecen    | 72 : 57   | HK Portowyk Juschne     | 44 : 33 (20 : 13) | 28 : 24 (12 : 12) |
| RK Našice                | 51 : 62   | BM Aragón               | 27 : 29 (14 : 18) | 24 : 33 (10 : 15) |
| HK Lazarevac             | 52 : 52 2 | JD Arrate               | 28 : 31 (8 : 13)  | 24 : 21 (15 : 10) |
| Põlva Serviti            | 53 : 62   | US Ivry HB              | 27 : 32 (17 : 16) | 26 : 30 (10 : 18) |
| Elverum HB               | 47 : 61   | US Créteil HB           | 27 : 26 (15 : 13) | 20 : 35 (7 : 17)  |
| VfL Gummersbach          | 80 : 56   | Fram Reykjavík          | 38 : 27 (16 : 14) | 42 : 29 (21 : 15) |
| RK Velenje               | 68 : 44   | HC Lovcen Cetinje       | 35 : 16 (18 : 5)  | 33 : 28 (14 : 15) |
| HC Kehra Tallinn         | 49 : 63   | SC Magdeburg            | 24 : 29 (14 : 13) | 25 : 34 (14 : 16) |
| RD Škofja Loka           | 59 : 56   | Aon Fivers Margareten   | 33 : 29 (17 : 17) | 26 : 27 (12 : 13) |
| Sarja Kaspija Astrachan  | 60 : 59   | HK Meschkow Brest       | 31 : 23 (13 : 12) | 29 : 36 (13 : 17) |
| TSV St. Otmar St. Gallen | 66 : 65   | Milli Piyango SK Ankara | 39 : 29 (22 : 12) | 27 : 36 (13 : 18) |
| ASK Riga                 | 57 : 77   | TBV Lemgo               | 30 : 42 (13 : 23) | 27 : 35 (13 : 17) |
| OS Belenenses Lissabon   | 65 : 55   | MKS Zaglebie Lubin      | 35 : 29 (18 : 20) | 30 : 26 (15 : 8)  |
| Bjerringbro FH Silkeborg | 71 : 48   | HC Lokomotive Warna     | 39 : 26 (18 : 11) | 32 : 22 (17 : 8)  |
| PM Conversano            | 56 : 62   | Århus GF                | 30 : 39 (11 : 23) | 26 : 23 (11 : 15) |
| Maccabi Rischon LeZion   | 75 : 63   | Izmir Büyüksehir        | 40 : 27 (18 : 12) | 35 : 36 (20 : 18) |

### Achtelfinale
Die Spiele fanden am 11./14./15. Februar und am 18./21./22. Februar 2009 statt.
|                          | Gesamt    |                         | Hinspiel          | Rückspiel         |
| ------------------------ | --------- | ----------------------- | ----------------- | ----------------- |
| OS Belenenses Lissabon   | 63 : 80   | BM Aragón               | 33 : 37 (14 : 21) | 30 : 43 (14 : 21) |
| JD Arrate                | 47 : 46   | Århus GF                | 27 : 21 (17 : 9)  | 20 : 25 (10 : 12) |
| VfL Gummersbach          | 56 : 44   | SC Magdeburg            | 26 : 24 (12 : 10) | 30 : 20 (10 : 8)  |
| Maccabi Rischon LeZion   | 52 : 56   | Sarja Kaspija Astrachan | 29 : 21 (15 : 12) | 23 : 35 (9 : 14)  |
| RK Velenje               | 61 : 50   | DKSE-Airport Debrecen   | 35 : 24 (22 : 12) | 26 : 26 (11 : 12) |
| Bjerringbro FH Silkeborg | 51 3 : 51 | TBV Lemgo               | 26 : 23 (12 : 12) | 25 : 28 (12 : 11) |
| US Ivry HB               | 52 : 47   | US Créteil HB           | 28 : 19 (13 : 13) | 24 : 28 (10 : 10) |
| TSV St. Otmar St. Gallen | 62 : 50   | RD Škofja Loka          | 35 : 27 (16 : 12) | 27 : 23 (12 : 10) |

## Viertelfinale
Die Auslosung des Viertelfinales fand am 9. März 2009 um 11:00 Uhr (GMT+2) in Wien statt.

Die Hinspiele fanden am 28./29. März 2009 statt. Die Rückspiele fanden am 4./5. April 2009 statt.
| Mannschaft 1             | Mannschaft 2             | Hinspiel          | Rückspiel         | Gesamt  |
| ------------------------ | ------------------------ | ----------------- | ----------------- | ------- |
| RK Velenje               | Bjerringbro FH Silkeborg | 29.03. 17:30 Uhr  | 04.04. 16:15 Uhr  | 52 : 50 |
| RK Velenje               | Bjerringbro FH Silkeborg | 27 : 26 (12 : 14) | 25 : 24 (12 : 14) | 52 : 50 |
| US Ivry HB               | VfL Gummersbach          | 29.03. 17:00 Uhr  | 04.04. 15:00 Uhr  | 51 : 74 |
| US Ivry HB               | VfL Gummersbach          | 27 : 33 (12 : 19) | 24 : 41 (10 : 21) | 51 : 74 |
| TSV St. Otmar St. Gallen | Sarja Kaspija Astrachan  | 29.03. 18:00 Uhr  | 05.04. 14:00 Uhr  | 60 : 56 |
| TSV St. Otmar St. Gallen | Sarja Kaspija Astrachan  | 35 : 31 (15 : 18) | 25 : 25 (11 : 12) | 60 : 56 |
| JD Arrate                | BM Aragón                | 28.03. 17:45 Uhr  | 04.04. 16:45 Uhr  | 52 : 58 |
| JD Arrate                | BM Aragón                | 27 : 30 (12 : 17) | 25 : 28 (14 : 15) | 52 : 58 |

## Halbfinale
Die Auslosung der Halbfinalspiele fand am 7. April 2009 um 11:00 Uhr (GMT+2) in Wien statt.

Die Hinspiele fanden am 25. April 2009 statt. Die Rückspiele fanden am 1./3. Mai 2009 statt.
| Mannschaft 1    | Mannschaft 2             | Hinspiel           | Rückspiel          | Gesamt  |
| --------------- | ------------------------ | ------------------ | ------------------ | ------- |
| RK Velenje      | TSV St. Otmar St. Gallen | 25.04. 18:00 Uhr   | 03.05. – 18:00 Uhr | 52 : 47 |
| RK Velenje      | TSV St. Otmar St. Gallen | 27 : 20 (15 : 10)  | 25 : 27 (15 : 13)  | 52 : 47 |
| VfL Gummersbach | BM Aragón                | 25.04. – 15:00 Uhr | 01.05. – 17:30 Uhr | 67 : 57 |
| VfL Gummersbach | BM Aragón                | 39 : 25 (16 : 11)  | 28 : 32 (12 : 14)  | 67 : 57 |

## Finale
Die Auslosung des Finales fand am 5. Mai 2009 um 11:00 Uhr (GMT+2) in Wien statt.

Das Hinspiel fand am 23. Mai 2009 statt, das Rückspiel am 1. Juni 2009.
| Mannschaft 1 | Mannschaft 2    | Hinspiel           | Rückspiel          | Gesamt  |
| ------------ | --------------- | ------------------ | ------------------ | ------- |
| RK Velenje   | VfL Gummersbach | 23.05. – 15:30 Uhr | 01.06. – 18:30 Uhr | 50 : 55 |
| RK Velenje   | VfL Gummersbach | 28 : 29 (11 : 13)  | 22 : 26 (8 : 16)   | 50 : 55 |

### RK Velenje–VfL Gummersbach28: 29 (11: 13)
23. Mai 2009 in Velenje, Rdeca Dvorana
RK Velenje: Gajic, Skok – Harmandic  (11), Stefanic   (4), Mlakar (3), Rnić (3), Bezjak  (2), Datukashwili (1), Dobelšek   (1), Gromyko (1), Kavas  (1), Sovic (1), Golcar  , Ostir  
VfL Gummersbach: Fazekas, Stojanović – Ilić (8), Wagner  (6), Gunnarsson   (5), Zrnić  (4), Szilágyi (3), Lützelberger (2), Vuković (1), Alvanos, Krantz    , Pfahl, Rahmel, Tuzolana
Schiedsrichter:  Péter Horváth & Balazs Marton

### VfL Gummersbach–RK Velenje26: 22 (16: 8)
1. Juni 2009 in Köln, Lanxess-Arena, 14329 Zuschauer
VfL Gummersbach: Fazekas, Stojanović – Ilić  (7), Zrnić (7), Gunnarsson  (3), Krantz (2), Vuković   (2), Wagner  (2), Alvanos  (1), Lützelberger (1), Szilágyi (1), Eisenkrätzer, Jahn, Pfahl, Rahmel, Tuzolana
RK Velenje: Gajic, Skok – Bezjak (5), Dobelšek  (5), Harmandic (4), Datukashwili (3), Gromyko (2), Golcar  (1), Mlakar  (1), Stefanic (1), Kavas  , Ostir, Rnić, Sirk, Sovic 
Schiedsrichter:  Gerhard Reisinger & Christian Kaschütz